# نزدیک‌بینی
نزدیک‌بینی (به انگلیسی: Myopia) یکی از عیوب انکساری چشم به معنی این است که چشم بیمار نوشته‌ها و علامت‌ها را در فاصله نزدیک تشخیص می‌دهد، ولی در فاصله دور (نسبت به افراد سالم) نمی‌تواند تشخیص دهد.
آسیایی‌ها و زنان بیشتر دچار نزدیک بینی می‌شوند. بیش از ۳۰٪ افراد جهان دچار درجاتی از نزدیک بینی هستند.
نزدیک بینی اغلب به دلیل زیاد بودن تحدب عدسی چشم و بزرگتر بودن طول کرهٔ چشم نسبت به حالت عادی بوده که نقطه کانونی عدسی روی شبکیه قرار نمی‌گیرد و در جلوی آن تشکیل می‌شود.
افراد نزدیک بین فقط وقتی تصویر جسمی را واضح می‌بینند که جسم به چشم آن‌ها نزدیک باشد. آن‌ها باید از عدسی واگرا (مقعر) در عینک خود استفاده کنند.
این بیماری ارثی است ولی به عوامل دیگری به جز ژن نیز بستگی دارد. معمولاً در دوران کودکی ظاهر می‌شود و پس از ایجاد با رشد بدن و چشم منجر به افزایش طول چشم می‌شود، شدت آن افزایش یافته و شماره عینک بالاتر می‌رود.
اصلاح دید با عدسی مقعر یا واگرا است. گاه از لنز تماسی نیز استفاده می‌شود. درمان توسط جراحی با لیزر است.
عینک افراد نزدیک‌بین شمارهٔ منفی دارد و هرچه چشم ضعیف‌تر باشد شماره بالاتر خواهد بود.

## پیشگیری
بعضی بر این باورند عینک باعث پیشگیری از نزدیک بینی می‌شود اما نه تنها پیشگیری نمی‌کند بلکه چشم را ضعیفتر نیز می‌کند و همچنین باعث کوچک شدن چشم و کج شدن قرنیه می‌شود. البته این عوارض برای کسانی است که نزدیک بینی متغیر دارند و نمرهٔ چشم آنها هر ماه بالا می‌رود که بیشتر در کودکان و نوجوانان اتفاق میفتد
به‌طور خلاصه نزدیک بینی پیشگیری ندارد

## تشخیص
برای تشخیص نزدیک بینی، چشم‌پزشک یک معاینه دقیق از چشم انجام می‌دهد، که شامل آزمایش‌هایی برای تعیین عیوب انکساری است. اشخاص نزدیک بین در خواندن چارت اسنلن (چارتی با حروف E بزرگ) مشکل دارند اما به راحتی می‌توانند کارت‌های نزدیک را بخوانند.
آزمایش‌های دیگری که باید برای یک بیمار مبتلا به نزدیک بینی چشم انجام شوند عبارتند از:
- تونومتری (تست فشار چشم)
- معاینه شبکیه
- معاینه با اسلیت لامپ

مانند سایر عیوب انکساری، نزدیک بینی چشم با واحدی به نام دیوپتر اندازه‌گیری می‌شود. دیوپتر واحد اندازه‌گیری توان عدسی چشم است که بر اساس فاصله کانونی عدسی تعیین می‌گردد.
هنگام نگاه کردن به نسخهٔ عینک، علامت منفی نشان دهندهٔ این است که چشم نزدیک‌بین می‌باشد و اعداد پس از آن درجهٔ نزدیک‌بینی را نشان می‌دهند.

## درمان
اگر به موقع در کودکان زیر ۱۰ سال نزدیک بینی تشخیص داده شود؛ با بستن چشم قوی و کارکشیدن از چشم تنبل ممکن است کودک درمان شود.
به‌طور کلی در بزرگ سالان نزدیک بینی فقط سه درمان دارد:
- عینک
- لنز
- جراحی لیزیک

## عوامل خطر
- جداشدگی شبکیه
- مگس پران چشم
- آب سیاه
- کاهش بهترین حالت دید چشم

## علت
نزدیک بینی ممکن است نتیجهٔ کشیدگی بیش از حد چشم باشد، که جبران نمی‌شود زیرا در افراد نزدیک‌بین به دلایل ناشناخته‌ای عدسی داخلی دیگر با نازک شدن و کشیدگی قادر به کاهش قطر خود نمی‌باشد. این امر باعث می‌شود که تصاویر به جای شکل‌گیری روی شبکیه چشم در جلوی آن تشکیل می‌شوند.
به‌طور کلی این عقیده وجود دارد که نزدیک بینی چشم در نتیجهٔ ترکیبی از عوامل ژنتیکی و زیست‌محیطی، مانند کار زیاد که نیاز به نگاه کردن به اجسام نزدیک به چشم دارد بروز پیدا می‌کند. اغلب این وضعیت در دوران کودکی ایجاد می‌شود و تا اویل بزرگسالی بدتر می‌شود.
در برخی از موارد مشکل در این مرحله به دلیل عدم وجود عوامل استرس‌زای دیگر یا اتمام رشد بدن ثابت می‌شود. بسیاری از کارشناسان معتقدند که نزدیک بینی ارثی است، اما مطالعات نشان داده‌اند که برخی مشاغل بیشتر باعث بروز نزدیک بینی می‌شوند.
متخصصان ژنتیک یک الگوی قابل پیش‌بینی برای نزدیک بینی چشم ارائه کرده‌اند. کودکان متولد شده از پدر و مادر نزدیک‌بین بیشتر در معرض خطر این مشکل هستند، اما برخی نیز ممکن است دچار این وضعیت نشوند. کودکان دیگر حتی با وجود اینکه هیچ‌کدام از پدر و مادرشان نزدیک بین نیستند مبتلا به این مشکل می‌شوند. در این شرایط عوامل محیطی ممکن است منجر به افزایش نزدیک بینی شوند. خواندن بیش از حد، استفاده از کامپیوتر، و کار با سوزن نمونه‌های متداول از عوامل خارجی هستند که ممکن است در نزدیک بینی نقش داشته باشند.

## علایم
علائم نزدیک بینی ممکن است شامل موارد زیر باشند:
- اجسام دور، تار به نظر می‌رسند.
- کودکان ممکن است مشکل خواندن تخته سیاه را داشته باشند اما به راحتی می‌توانند کتاب بخوانند.
- خستگی چشم
- سر درد
- جلو نشستن در تلویزیون
- بدتر شدن علائم در طول زمان
- سردرد هنگام خواندن کتاب